# Claude, Texas
Claude este un oraș și sediul comitatului Armstrong GR6 din statul Texas, Statele Unite ale Americii. Conform recensământului Census 2000, populația era de 1.313 locuitori.  Deși se găsește la aproximativ 48 de km (sau 30 de mile) la est de Amarillo, Claude este considerat parte a Zonei metropolitane Amarillo, din sudul zonei numite Texas Panhandle.
În prima jumatate a secolului 16, conchistadorul spaniol Francisco Coronado și partidul sau au trecut prin Claude și Tule Canyon la sud de Claude.

## Geografie
Claude este localizat la 35°06′27″N 101°21′51″W / 35.107524°N 101.364094°VGR1, la 28 mi (45 km) la est de Amarillo. Are suprafața de 1,7 mi2 (4,4 km2).

## Locuitori notabili
- Tom Blasingame (1898-1989), considerat a fi cel mai bătrân cowboy din vestul Americii
- Laura Vernon Hamner, istoric
- Charles E. Maple, jurnalist